# Bill Mumy
Charles William „Bill“ Mumy, Jr. (* 1. února 1954 San Gabriel, Kalifornie) je americký herec a hudebník.
Svoji hereckou kariéru začal již v šesti letech, v první polovině 60. let se objevil v různých televizních seriálech (např. The Twilight Zone, Disneyland, The Adventures of Ozzie & Harriet). Jeho největší rolí v té době byla postava Willa Robinsona ve sci-fi seriálu Lost in Space (1965–1968). K jeho dalším pravidelným rolím patří Weaver v seriálu Sunshine (1975) a Lennier ve sci-fi seriálu Babylon 5 (1994–1998). Hostoval mimo jiné také v seriálech Matlock, Diagnóza vražda či Zóna soumraku. V seriálu Star Trek: Stanice Deep Space Nine měl epizodní roli člena posádky Kellina v díle „V obležení na AR-558“ (1998).
Působí též jako hudebník, sám hraje na kytaru, baskytaru, klávesy, banjo, mandolínu, harmoniku a perkuse, vydal několik sólových alb. Spolupracoval např. se skupinou America a Rickem Springfieldem. Od roku 1970 působí v duu Barnes & Barnes.
Společně s Peterem Davidem napsal komiksové sešity A Rude Awakening!, Great Expectations! a Tomorrow Never Knows! (vydáno 1990–1991), které se zabývají příběhem posádky původního seriálu Star Trek.
Jeho dcera Liliana je rovněž herečka.